# Frank Wright
Frank Seymour Wright (South Wales, Nova York, 26 de desembre de 1878 – Buffalo, Nova York, 13 de febrer de 1931) va ser un tirador estatunidenc que va competir a començaments del segle xx.
El 1920 va prendre part en els Jocs Olímpics d'Anvers, on disputà dues proves del programa de tir. En la competició de la fossa olímpica per equips guanyà la medalla d'or, mentre en la prova individual guanyà la de bronze.